# Vaarkali (Rõuge)
Vaarkali is een plaats in de Estlandse gemeente Rõuge, provincie Võrumaa. De plaats heeft de status van dorp (Estisch: küla).
Tot in oktober 2017 lag Vaarkali in de gemeente Haanja. In die maand werd de gemeente bij de gemeente Rõuge gevoegd.
Vaarkali ligt 2,5 km ten noorden van de grens met Letland.

## Bevolking
Vaarkali is een spookdorp, zoals blijkt uit het volgende staatje:
| Jaar            | 2000 | 2011 | 2018 | 2021 |
| --------------- | ---- | ---- | ---- | ---- |
| Aantal inwoners | 1    | 0    | < 4  | < 4  |

## Geschiedenis
Vaarkali werd in 1781 voor het eerst genoemd als Wargale Jaan, een boerderij op het landgoed van Alt-Laitzen. Het grootste deel van het landgoed ligt sinds 1918 in Letland als Veclaicene (Lets: Veclaicenes pagasts), een administratieve eenheid binnen de gemeente Alūksnes novads. De Estische naam is Vana-Laitsna. In 1796 was Vaarkali onder de naam Waarkale een dorp geworden. In 1811 heette het Wargall, in 1815 Waarkalli en in 1839 Wergal.
Tussen 1977 en 1997 maakte Vaarkali deel uit van Kilomani, net als de buurdorpen Posti en Sormuli.